# Прежоая
Прежоая (рум. Prăjoaia) — село у повіті Бакеу в Румунії. Входить до складу комуни Лівезь.
Село розташоване на відстані 224 км на північ від Бухареста, 24 км на південний захід від Бакеу, 106 км на південний захід від Ясс, 149 км на північний захід від Галаца, 119 км на північний схід від Брашова.

## Населення
За даними перепису населення 2002 року у селі проживали 940 осіб. Усі жителі села рідною мовою назвали румунську.
Національний склад населення села:
| Національність | Кількість осіб | Відсоток |
| -------------- | -------------- | -------- |
| румуни         | 803            | 85,4%    |
| цигани         | 135            | 14,4%    |